# XTP-1貝塔直升機
XTP-1貝塔直升機（英語：Atlas XTP-1 Beta) 是由阿特拉斯航空為測試石茶隼武裝直升機動力系統而對法國航太SA330美洲獅直升機改裝的測試機，共有2架。兩架機翼都裝有兩個翼下掛架和一個翼尖掛架。XTP-1 Beta在每個機翼的掛架上有兩個火箭/機砲吊艙，而機腹有一個20mm GA-1 砲塔，右舷機鼻處有一個數據探測器。

## 外部連結
- Stingray's List of Rotorcraft （页面存档备份，存于）
- History of the AH-2 Rooivalk （页面存档备份，存于）